# Hipparchia holli
Hipparchia holli är en fjärilsart som beskrevs av Charles Oberthür 1909. Hipparchia holli ingår i släktet Hipparchia och familjen praktfjärilar. Inga underarter finns listade i Catalogue of Life.